# Лагар-Аульские тоннели
Лагар-Аульские тоннели — два железнодорожных однопутных тоннеля в отрогах Хинганского хребта на Дальневосточной железной дороге между станциями Ударный и Лагар-Аул.
Длина первого сооружённого тоннеля 1260 (используется под нечётный путь), длина второго 1278 метров (чётный путь), располагаются на 8205-8207 километрах по Транссибирской магистрали. Входят в число Хинганских тоннелей.
При постройке Амурской дороги от ст. Куэнга до Хабаровска многие пересекавшие трассу водоразделы преодолевались тоннелями, достигавшими порой длины 2 км. На участке от Архары до Биры за 1912—1915 года были построены пять мостов и семь тоннелей. Все тоннели строились под два пути, но вплоть до 30-х гг. для движения использовался только один путь, второй для ремонтных работ.

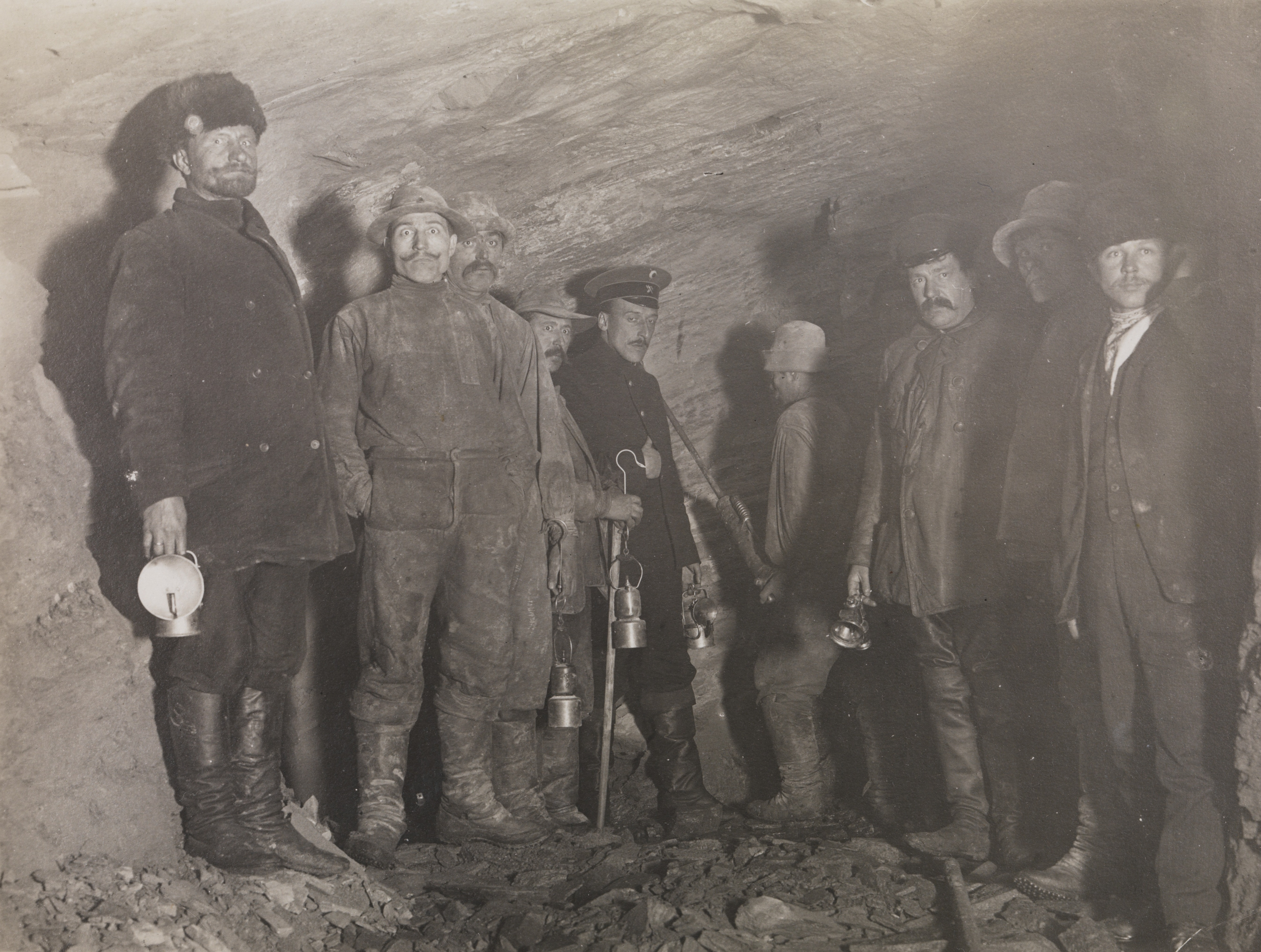
Инженеры на постройке первого тоннеля, 1913

## Первый тоннель постройки 1914 года
Первый тоннель построен под два пути в 1912—1914 годах. В 1976—1981 годах тоннель был реконструирован под электротягу с понижением пути. Ещё при строительстве, вследствие сложных геологических и гидрогеологических условий, его внутренняя обделка подверглась деформации — осадка свода к 2000 году в отдельных местах достигала 500 и более миллиметров. Общая же протяжённость деформированных участков, не отвечающих габариту, составила 340 метров. Это привело к тому, что поезда с крупногабаритными грузами вынуждены следовать в обход Транссиба по Байкало-Амурской магистрали. Для удержания деформированной обделки в 2000 году было выполнено временное крепление из металлических стоек и параллельно начато строительство нового тоннеля, для дальнейшей реконструкции старого. В октябре 2006 года тоннель закрыт на реконструкцию.

### Реконструкция
В ходе реконструкции здесь впервые применялась методика, разработанная исключительно для Лагар-Аульского тоннеля исходя из его фактического состояния. Суть её состоит в том, что почти треть тоннеля в наиболее аварийных местах была усилена арками в бетоне, усиливающие арки при помощи анкеров крепились к своду и стенам тоннеля, после чего набиралась опалубка и производилось нагнетание бетона. В тоннеле предусмотрена гидроизоляция обделки, что в настоящее время исключает возможность проникновения в него грунтовых вод.
14 июля 2009 года состоялась торжественная передача тоннеля от строителей — ОАО «Бамтоннельстрой» к Облученской дистанции пути Дальневосточной железной дороги, эксплуатируещей тоннель.

## Второй тоннель постройки 2006 года
Второй тоннель — однопутный построен и сдан в постоянную эксплуатацию ОАО «Бамтоннельстрой» в июле 2006 года. Строительство велось с участием Дальневосточной горностроительной компании. Положение порталов нового тоннеля на уровне с порталами существующего тоннеля, с целью исключить возникновение несимметричной нагрузки на обделку старого тоннеля.
Старый Лагар-Аульский тоннель был сильно обводнён, особенно на припортальных участках, что приводит к наледеобразованию в зимнее время и вызывает разрушение постоянной обделки. В связи с этим при проектировании нового тоннеля было предусмотрено устройство двухслойной пленочной гидроизоляции постоянной обделки, во внутритоннельный лоток уложен греющий кабель на всем протяжении тоннеля.